# شون غلينون
شون غلينون (بالإنجليزية: Sean Glennon)‏ هو لاعب كرة قدم أمريكية أمريكي، ولد في 5 سبتمبر 1985 في ذا وودلاندز في الولايات المتحدة.